# Chaunté Lowe
Pour les articles homonymes, voir Lowe et Howard.
Chaunté Lowe (née Howard le 12 janvier 1984 à Templeton) est une athlète américaine spécialiste du saut en hauteur, vice-championne du monde en 2005 puis championne du monde en salle en 2012.

## Carrière

### Débuts
Étudiante à l'université Georgia Institute of Technology d'Atlanta, Chaunté Howard se distingue durant l'année 2004 en remportant successivement les Championnats NCAA en salle et en plein air. Deuxième des Championnats des États-Unis avec 1,95 m, elle obtient sa qualification pour les Jeux olympiques d'Athènes, compétition dans laquelle elle échoue en qualifications (1,85 m). 

### Saison 2005

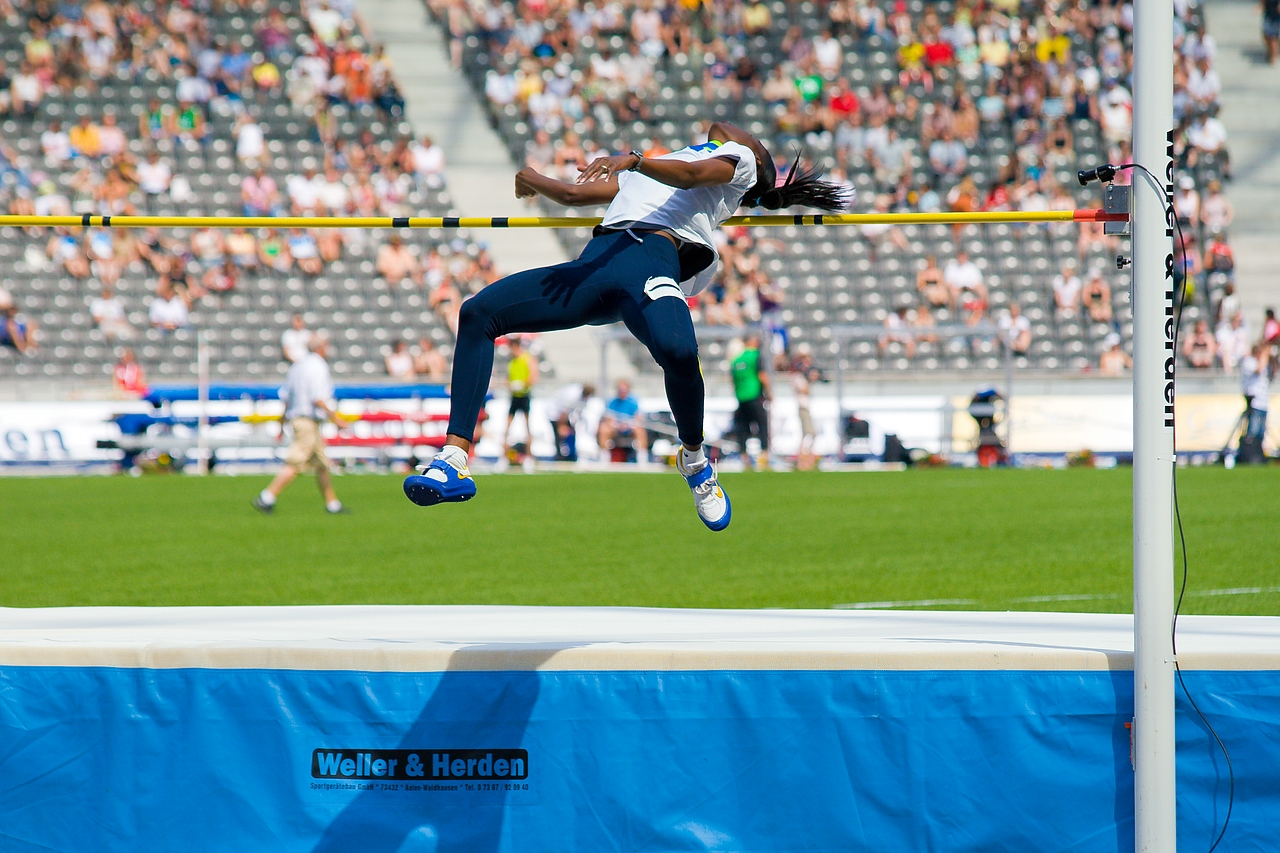
Chaunté Howard-Lowe au meeting de Berlin en 2008

Elle franchit pour la première fois de sa carrière une barre placée à deux mètres à l'occasion du meeting de Liège, le 20 juillet 2005. Sélectionnée pour les Championnats du monde d'Helsinki grâce à sa deuxième place obtenue durant les Championnats nationaux de Carson, en Californie, elle s'adjuge la médaille d'argent du concours de la hauteur avec un saut à 2,00 m, soit deux centimètres de moins que la championne du monde suédoise Kajsa Bergqvist. Chaunté Howard devient la première sauteuse en hauteur américaine à remporter une médaille lors d'un championnat du monde en plein air, vingt-deux ans après Louise Ritter, troisième des championnats inauguraux de 1983, disputés également à Helsinki. 
Auteur de la deuxième meilleure performance de l'année 2005 derrière Kajsa Bergqvist, l'Américaine se classe quatrième de la Finale mondiale d'athlétisme de Monaco avec un saut à 1,93 m.
Début 2006, Chaunté Howard devient championne des États-Unis en salle avec une barre à 2,01 m mais ne se classe que huitième des Championnats du monde en salle de Moscou après trois échecs à 1,96 m. Le 24 juin 2006, à Indianapolis, elle remporte son premier titre national en plein air (2,01 m). 

### Saison 2008

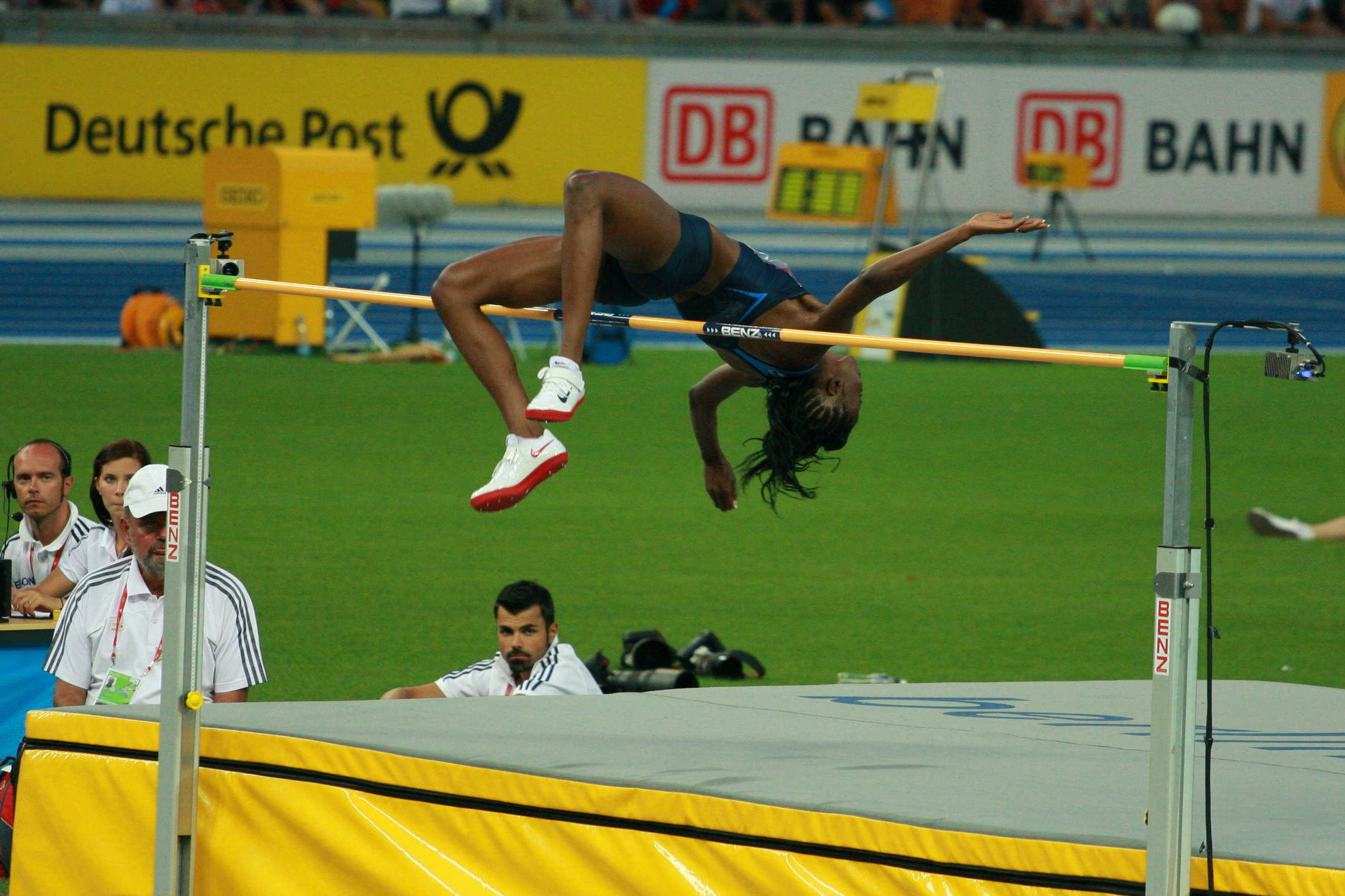
Chaunté Howard-Lowe lors des Championnats du monde 2009

De retour sur les pistes d'athlétisme en 2008, Chaunté Howard-Lowe remporte les Championnats américains pour la deuxième fois de sa carrière et obtient ainsi sa sélection pour les Jeux olympiques d'été de 2008.  
À Pékin, l'Américaine se classe sixième de la finale avec un bond à 1,99 m, sa meilleure performance de la saison puis est reclassée 5e en octobre 2016 à la suite de la disqualification d'Anna Chicherova et enfin en médaille de bronze le 17 novembre après la disqualification de Yelena Slesarenko et Vita Palamar.  
En 2009, à Eugene, elle remporte ses troisièmes Championnats des États-Unis après avoir effacé 1,95 m dès son premier essai. Aux Championnats du monde de Berlin, l'Américaine se qualifie pour la finale mais ne parvient pas à décrocher une nouvelle médaille lors de cette compétition. Elle se classe septième du concours avec 1,96 m. 

### Saison 2010

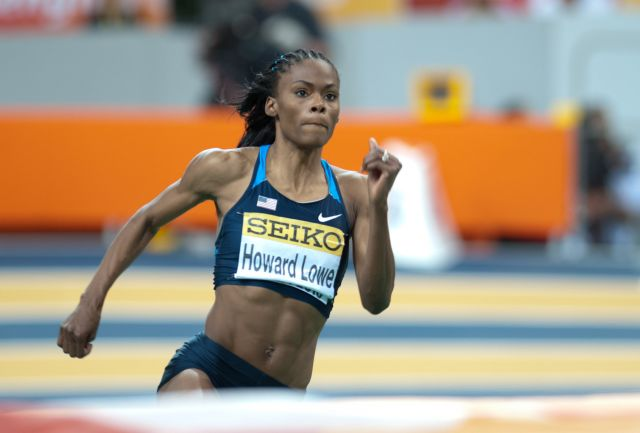
Chaunté Howard-Lowe lors des Championnats du monde en salle 2010

Lors des Championnats du monde en salle de 2010 à Doha, elle se qualifie de justesse pour la finale en réussissant 1,92 m à son dernier essai. Elle décroche finalement une médaille de bronze en finale avec un saut à 1,98 m à son deuxième essai, ce qui représente son record personnel. L'Américaine termine donc 3e du concours derrière Blanka Vlašić et Ruth Beitia. 
Le 30 mai 2010, Chaunté Howard-Lowe efface la barre de 2,04 m lors de la réunion de Cottbus, en Allemagne, établissant le meilleur saut de sa carrière ainsi que la meilleure performance mondiale de l'année. Elle établit également un nouveau record des États-Unis en plein air en améliorant d'un centimètre l'ancienne marque détenue par Louise Ritter depuis l'année 1988. 
Le 26 juin, l'Américaine décroche son troisième titre national consécutif à Des Moines et améliore d'un centimètre son record personnel et son record des États-Unis avec 2,05 m. Dans la foulée elle s'empare de la 2de place au concours du saut en longueur avec 6,90 m, derrière Brittney Reese.

### Saison 2012

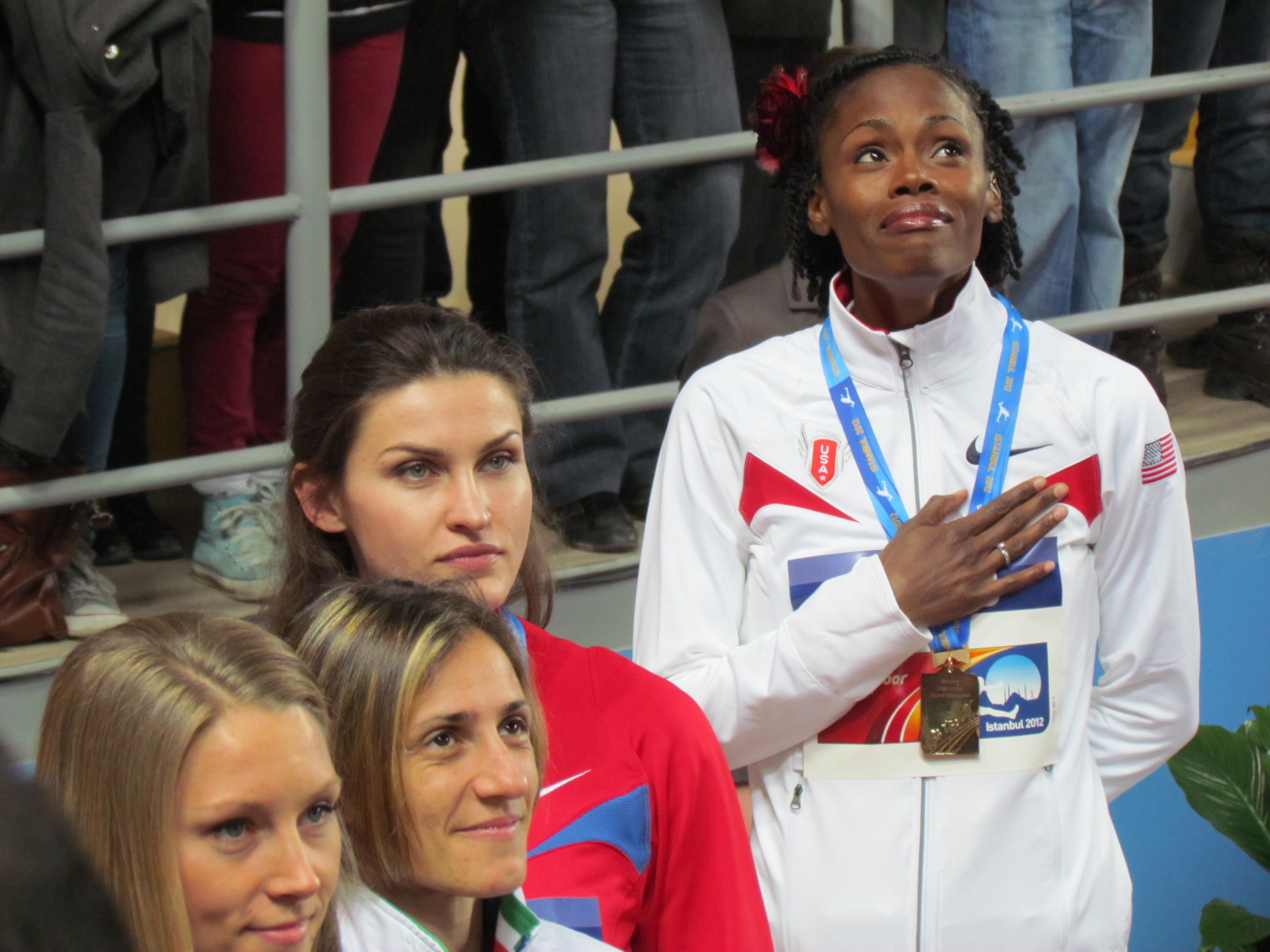
Chaunté Howard-Lowe lors des Championnats du monde en salle 2012

#### Titre mondial en salle à Istanbul
Elle décroche son deuxième titre national indoor en début de saison 2012, à Albuquerque, et signe à l'occasion un nouveau record des États-Unis avec 2,02 m, améliorant de deux centimètres l'ancienne meilleure marque nationale détenue depuis 1995 par Tisha Waller. Début mars, aux championnats du monde en salle d'Istanbul, l'Américaine est la seule athlète à effacer une barre à 1,98 m. Elle remporte son premier titre mondial, devant Anna Chicherova, Antonietta Di Martino et Ebba Jungmark, médaillées d'argent ex-æquo.
Lors de la saison estivale, elle remporte le meeting de Shanghai (1,92 m), d'Oslo (1,97 m), comptant pour la Ligue de diamant. Entre deux, elle se classe 3e du Prefontaine Classic de Eugene, aux États-Unis avec 1,97 m, derrière les Russes Anna Chicherova (2,02 m) et Svetlana Shkolina (2,00 m). Elle remporte ensuite les sélections olympiques américaines avec 2,01 m, son meilleur saut de la saison, la qualifiant pour les Jeux olympiques de Londres. Lowe est vainqueure en juillet du Meeting Areva de Paris (1,97 m) et du British Grand Prix de Londres (2,00 m) faisant d'elle une des candidates potentielles au podium olympique. 

#### Jeux olympiques
Pour sa seconde finale olympique, Chaunté Lowe est prétendante au podium, tout comme Anna Chicherova et Svetlana Shkolina. Le 11 août, elle franchit lors de cette finale 1,97 m à son 2d essai, avant d'échouer par trois fois à 2 m. Son deuxième essai à cette barre était pourtant très proche, puisque la barre restera sur les taquets pendant de longues secondes sans réellement bouger, avant de tomber. Après son troisième échec, elle quitte la piste en pleurant, dévastée de ce résultat. Elle est classée 6e, laissant revenir le titre à Anna Chicherova (2,05 m), la médaille d'argent à sa compatriote Brigetta Barrett (2,03 m) qu'elle avait devancé aux sélections olympiques et Svetlana Shkolina (2,03 m). 
En fin de saison, l'Américaine remporte son 1er trophée de la Ligue de diamant.

### Retour en 2014

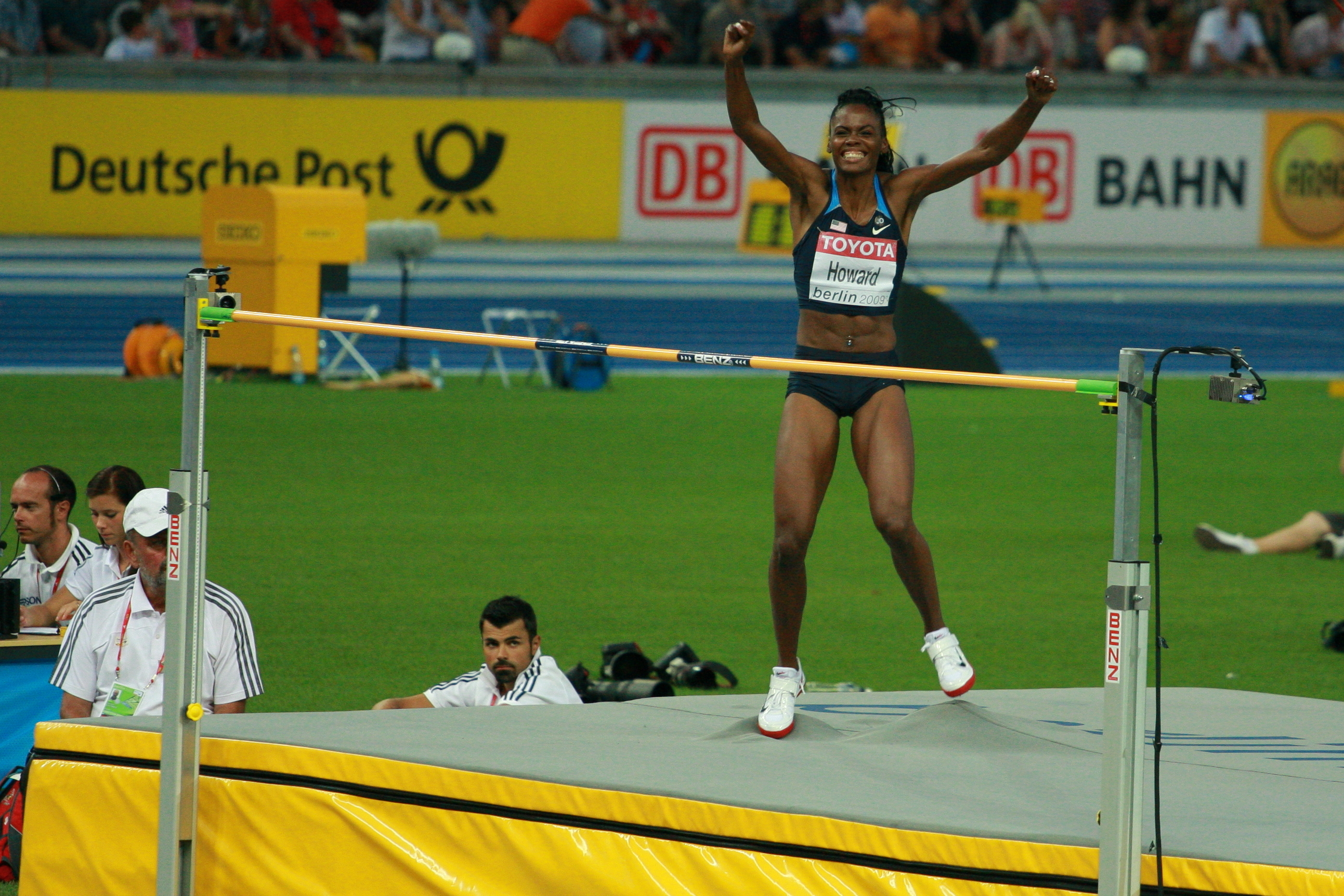
Chaunté Howard-Lowe lors des Championnats du monde 2009

Réalisant sa 3e pause maternité de sa carrière sportive en 2013, Lowe participe aux Championnats des États-Unis où elle se classe 2e avec 1,94 m derrière Inika McPherson (2,00 m) mais celle-ci sera disqualifiée pour dopage. En fin de saison, elle se rend en France pour le DécaNation où elle franchit 1,85 m et prend la 3e place du concours. 
Sélectionnée pour la Coupe continentale dans l'équipe des Amériques avec la Lucienne Levern Spencer, Lowe améliore sa meilleure performance de la saison en franchissant 1,97 m à son 1er essai, échouant à 1,99 m. Elle est battue par la Russe Mariya Kuchina (1,99 m).
Durant la saison en salle, Lowe ne réussit que la performance d'1,88 m à deux reprises. Malgré cela, elle remporte les Championnats des États-Unis avec 1,91 m (SB égalé) sans tout de même atteindre les minima de qualifications pour les Championnats du monde de Pékin. Finalement, elle est intégrée dans l'équipe américaine pour ses championnats du monde mais termine dernière du tour qualificatif où elle n'arrive pas à franchir 1,80 m.

### Saison 2016
Le 16 janvier, elle franchit 1,92 m à Birmingham et est devancée aux essais par Levern Spencer. Elle continue sur sa lancée en franchissant le 6 février à Albuquerque une barre à 1,95 m : elle est devancée aux essais par Vashti Cunningham. Elle égale cette marque le 28 février en plein air à Austin. Le 13 mars, Lowe se classe troisième des Championnats des États-Unis en salle avec 1,93 m.  
Elle participe à un heptathlon les 1er et 2 avril à Daytona Beach : elle réalise des records personnels sur 200 m (24 s 72, - 1,8 m/s), sur le 800 m (2 min 35 s 01), le lancer du javelot (17,70 m) et le lancer du poids (9,99 m). Elle réussit 5 133 points pour son 1er heptathlon, performance qui est donc son record personnel. Le record du monde est toujours les 7 291 points de Jackie Joyner-Kersee de 1988. 
En mai suivant, Chaunté Lowe-Howard participe aux Championnats ibéro-américains à Rio de Janeiro, sur le stade olympique accueillant les Jeux olympiques l'été suivant. Alignée sur le saut en hauteur, l'Américaine remporte la médaille d'or avec un saut à 1,96 m, nouvelle meilleure performance mondiale de l'année,. Le lendemain, Lowe s'aligne également sur l'épreuve de l'heptathlon et réalise lors de la 1re journée 13 s 96 (SB) sur le 100 m haies, 1,93 m en hauteur, 9,44 m au lancer du poids ainsi qu'un record personnel sur 200 m (24 s 47).
Le 28 mai 2016, l'Américaine participe au Prefontaine Classic de Eugene où elle franchit dès son 1er essai 1,95 m, confirmant ainsi sa grande régularité. Elle signe le 11 juin suivant sa 6e victoire consécutive en s'imposant à Kingston avec 1,93 m. Le 2 juillet, Lowe obtient officiellement sa qualification pour les Jeux olympiques de Rio en remportant les Sélections olympiques américaines avec un saut à 2,01 m à son 2d essai, son meilleur résultat depuis 2012 et améliore par la même occasion la meilleure performance mondiale de l'année (1,99 m par Kamila Lićwinko).
Le 18 août, Lowe se qualifie pour la finale des Jeux olympiques de Rio grâce à un saut à 1,94 m. Deux jours plus tard, l'Américaine franchit 1,97 m au 3e essai mais ne peut se contenter que d'une quatrième place, son meilleur résultat lors d'une olympiade, devancée aux essais par Ruth Beitia, Mirela Demireva et Blanka Vlašić.

### Cycle post-olympique
Chaunté Lowe effectue sa rentrée en plein air le 17 mai à Baie-Mahault où elle se classe 6e avec 1,84 m, après avoir franchi 1,65 et 1,80 m aux troisièmes essais. Après une autre sortie compliquée à Eugene (1,79 m), l'Américaine franchit le 10 juin à Montverde une barre à 1,94 m. Le 23 juin, lors des Championnats des États-Unis à Sacramento, Chaunté Lowe ne termine qu'à une décevante 7e place avec 1,80 m.
Le 29 novembre, lors de la cérémonie des « Team USA Awards », elle reçoit sa médaille de bronze des Jeux de 2008. Elle vise une cinquième participation aux Jeux olympiques avec l'édition de Tokyo en 2020.
Le 11 juillet 2019, elle révèle souffrir d'un cancer du sein,.

## Vie privée
Peu après les championnats du monde d'Helsinki, Chaunté Lowe se marie au triple-sauteur Mario Lowe. Ensemble, ils ont deux filles : Jasmine (née le 30 juillet 2007) et Aurora Elizabeth (née le 4 avril 2011) et un garçon, Mario Josiah le 28 août 2013.

## Palmarès

### International
| Date | Compétition                        | Lieu             | Résultat | Marque  |
| ---- | ---------------------------------- | ---------------- | -------- | ------- |
| 2003 | Championnats panaméricains juniors | Bridgetown       | 3e       | 1,81 m  |
| 2004 | Jeux olympiques                    | Athènes          | qual.    | 1,85 m  |
| 2005 | Championnats du monde              | Helsinki         | 2e       | 2,00 m  |
| 2005 | Finale mondiale                    | Monaco           | 4e       | 1,93 m  |
| 2006 | Championnats du monde en salle     | Moscou           | 8e       | 1,94 m  |
| 2008 | Jeux olympiques                    | Pékin            | 3e       | 1,99 m  |
| 2008 | Finale mondiale                    | Stuttgart        | 4e       | 1,97 m  |
| 2009 | Championnats du monde              | Berlin           | 6e       | 1,96 m  |
| 2009 | Finale mondiale                    | Thessalonique    | 3e       | 1,97 m  |
| 2010 | Championnats du monde en salle     | Doha             | 3e       | 1,98 m  |
| 2010 | Ligue de diamant                   | Ligue de diamant | 2e       | détails |
| 2012 | Championnats du monde en salle     | Istanbul         | 1re      | 1,98 m  |
| 2012 | Jeux olympiques                    | Londres          | 5e       | 1,97 m  |
| 2012 | Ligue de diamant                   | Ligue de diamant | 1re      | détails |
| 2014 | Coupe continentale                 | Marrakech        | 2e       | 1,97 m  |
| 2016 | Championnats ibéro-américains      | Rio de Janeiro   | 1re      | 1,96 m  |
| 2016 | Jeux olympiques                    | Rio de Janeiro   | 4e       | 1,97 m  |

### National
| Championnat | Place | Marque | Lieu         | Date            |
| ----------- | ----- | ------ | ------------ | --------------- |
| USA 2003    | 4e    | 1,89 m | Palo Alto    | 22 juin 2003    |
| USA 2004    | 2e    | 1,95 m | Sacramento   | 18 juillet 2004 |
| USA 2005    | 2e    | 1,90 m | Carson       | 26 juin 2005    |
| USA 2006    | 1re   | 2,01 m | Indianapolis | 25 juin 2006    |
| USA 2008    | 1er   | 1,97 m | Eugene       | 6 juillet 2008  |
| USA 2009    | 1re   | 1,95 m | Eugene       | 28 juin 2009    |
| USA 2010    | 1re   | 2,05 m | Des Moines   | 27 juin 2010    |
| USA 2012    | 1re   | 2,01 m | Eugene       | 30 juin 2012    |
| USA 2014    | 1re   | 1,94 m | Sacramento   | 29 juin 2014    |
| USA 2015    | 1re   | 1,91 m | Eugene       | 28 juin 2015    |
| USA 2016    | 1re   | 2,01 m | Eugene       | 3 juillet 2016  |
| USA 2017    | 7e    | 1,80 m | Sacramento   | 23 juin 2017    |

| Championnat | Place | Marque | Lieu        | Date            |
| ----------- | ----- | ------ | ----------- | --------------- |
| USA 2004    | 4e    | 1,87 m | Boston      | 29 février 2004 |
| USA 2006    | 1re   | 1,95 m | Boston      | 25 février 2006 |
| USA 2012    | 1re   | 2,02 m | Albuquerque | 26 février 2012 |
| USA 2015    | 1re   | 1,88 m | Boston      | 22 février 2015 |
| USA 2016    | 3e    | 1,93 m | Portland    | 12 mars 2016    |

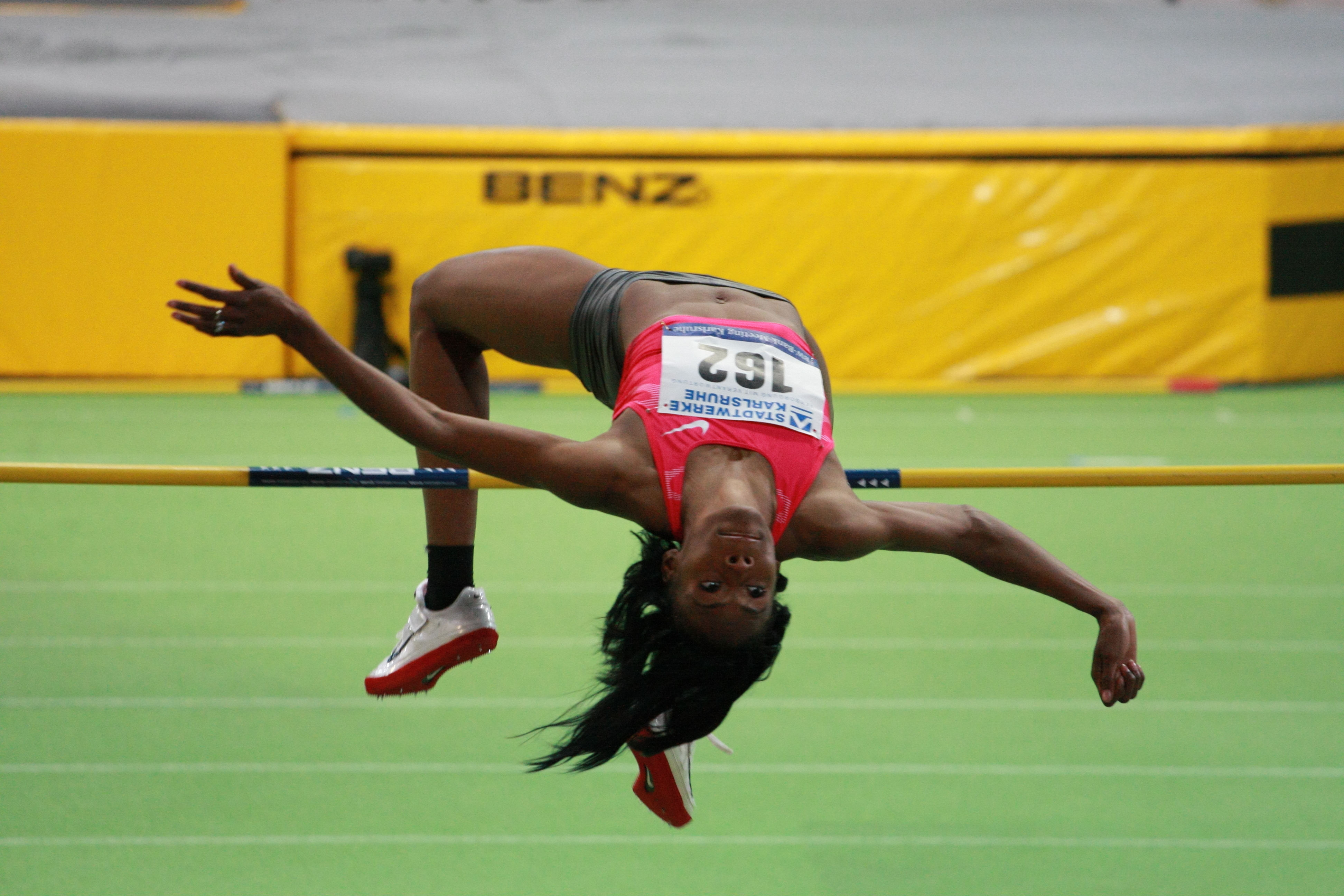
Chaunté Howard-Lowe au meeting de Karlsruhe en 2010

- Championnats NCAA : vainqueur du saut en hauteur en 2004 et 2005 (plein air et salle)

## Records personnels
| Épreuve          | Épreuve      | Performance | Lieu           | Date            |
| ---------------- | ------------ | ----------- | -------------- | --------------- |
| 200 m            | 200 m        | 24 s 47     | Rio de Janeiro | 15 mai 2016     |
| Saut en hauteur  | En plein air | 2,05 m (AR) | Des Moines     | 26 juin 2010    |
| Saut en hauteur  | En salle     | 2,02 m (AR) | Albuquerque    | 26 février 2012 |
| Saut en longueur | En plein air | 6,90 m      | Des Moines     | 26 juin 2010    |
| Saut en longueur | En salle     | 6,39 m      | Albuquerque    | 26 février 2012 |
| Heptathlon       | Heptathlon   | 5 133 pts   | Daytona Beach  | 2 avril 2016    |

### Meilleures performances de l'année
| Année | Marque | Date                                        | Lieu                          | Rang |
| ----- | ------ | ------------------------------------------- | ----------------------------- | ---- |
| 2001  | 1,84 m | 15 juin 2001                                | Raleigh                       | 110  |
| 2002  | 1,87 m | 14 juin 2002                                | Raleigh                       | 64   |
| 2003  | 1,89 m | 24 avril 2003 22 juin 2003                  | Philadelphie Palo Alto        | 68   |
| 2004  | 1,98 m | 26 juin 2004                                | Provo                         | 10   |
| 2005  | 2,00 m | 20 juillet 2005 23 juillet 2005 8 août 2005 | Liège Heusden-Zolder Helsinki | 2    |
| 2006  | 2,01 m | 24 juin 2006                                | Indianapolis                  | 5    |
| 2007  | —      | —                                           | —                             | —    |
| 2008  | 2,00 m | 7 septembre 2008 9 juillet 2008             | Rieti Zagreb                  | 7    |
| 2009  | 1,98 m | 9 mai 2009 3 juillet 2009 28 août 2009      | Athens Oslo Zürich            | 8    |
| 2010  | 2,05 m | 26 juin 2010                                | Des Moines                    | 1    |
| 2011  | —      | —                                           | —                             | —    |
| 2012  | 2,02 m | 26 février 2012 (i)                         | Albuquerque                   | 5    |
| 2013  | —      | —                                           | —                             | —    |
| 2014  | 1,97 m | 14 septembre 2014                           | Marrakech                     | 9    |
| 2015  | 1,91 m | 13 juin 2015 28 juin 2015                   | New York Eugene               | 35   |
| 2016  | 2,01 m | 3 juillet 2016                              | Eugene                        | 1    |
| 2017  | 1,94 m | 10 juin 2017                                | Montverde                     | 14   |